# Digonogastra braconia
Digonogastra braconia är en stekelart som först beskrevs av Juan Brèthes 1913.  Digonogastra braconia ingår i släktet Digonogastra och familjen bracksteklar. Inga underarter finns listade i Catalogue of Life.